# Karim Aït-Fana
Karim Aït-Fana (ur. 25 lutego 1989 w Limoges) – piłkarz marokański grający na pozycji środkowego napastnika. Od 2016 roku jest zawodnikiem klubu Nîmes Olympique. Posiada również obywatelstwo francuskie.

## Kariera klubowa
| Sezon   | Klub            | Kraj    | Rozgrywki | Mecze | Bramki | Rozgrywki Europy   | Mecze | Bramki |
| ------- | --------------- | ------- | --------- | ----- | ------ | ------------------ | ----- | ------ |
| 2005/06 | Montpellier HSC | Francja | Ligue 2   | 1     | 0      | -                  | -     | -      |
| 2006/07 | Montpellier HSC | Francja | Ligue 2   | 13    | 1      | -                  | -     | -      |
| 2007/08 | Montpellier HSC | Francja | Ligue 2   | 31    | 2      | -                  | -     | -      |
| 2008/09 | Montpellier HSC | Francja | Ligue 2   | 29    | 5      | -                  | -     | -      |
| 2009/10 | Montpellier HSC | Francja | Ligue 1   | 33    | 5      | -                  | -     | -      |
| 2010/11 | Montpellier HSC | Francja | Ligue 1   | 19    | 0      | Liga Europy UEFA   | 2     | 0      |
| 2011/12 | Montpellier HSC | Francja | Ligue 1   | 11    | 1      | -                  | -     | -      |
| 2012/13 | Montpellier HSC | Francja | Ligue 1   | 8     | 0      | Liga Mistrzów UEFA | 2     | 1      |
| 2013/14 | Montpellier HSC | Francja | Ligue 1   | 4     | 1      | -                  | -     | -      |
| 2014/15 | Montpellier HSC | Francja | Ligue 1   | 0     | 0      | -                  | -     | -      |
| 2015/16 | Montpellier HSC | Francja | Ligue 1   | 0     | 0      | -                  | -     | -      |

Stan na: koniec sezonu 2015/2016

## Kariera reprezentacyjna
W swojej karierze Aït-Fana grał w młodzieżowych reprezentacjach Francji. W 2012 roku zadebiutował w reprezentacji Maroka.